# EM i håndbold 2012 (mænd)
Europamesterskabet i håndbold 2012 for mænd var det 10. EM i håndbold for mænd. Slutrunden blev afviklet i perioden 15. – 29. januar 2012 i Serbien. Turneringen blev vundet af Danmark efter finalesejr over Serbien, hvilket også medfører, at det danske håndboldlandshold automatisk har kvalificeret sig til Sommer-OL 2012 i London.
Selve mesterskabet blev på en måde "overskygget" af de tragiske begivenheder i den sidste uge af turneringen. Den 26.-27. januar udbrød der uro i gaderne, biler blev sat i brand, og flere kroatiske fans, der befandt sig i Beograd, blev overfaldet af voldelige serbiske hooligans.
5.000 politimænd blev udstationeret i Beograds gader, og sikkerheden i og omkring Beogradska arena blev markant forbedret. Meget hjalp det dog ikke, da det lykkedes for en serbisk fan at smugle kasteskyts (formentligt en mønt) med ind i hallen. Mønten skulle formentligt have ramt kroaten Ivano Balic, men i stedet ramte mønten den serbiske spiller Zarko Sesum i øjet. Sesums øje blev så hårdt ramt, at han måtte hospitalsindlægges, og han var ikke stand til at spille med i finalen mod Danmark to dage senere.

## Ansøgningen som værtsland

### Værtsland
Ved ansøgningsfristens udløb den 1. oktober 2007 havde European Handball Federation modtaget tre ansøgninger om værtskabet for slutrunden:
| Evt. spillesteder |                                                           |
| ----------------- | --------------------------------------------------------- |
| Frankrig          | Toulouse, Nantes, Lyon, Montpellier, Pau, Chambéry, Paris |
| Serbien           | Beograd, Novi Sad, Niš, Vršac                             |
| Tyskland          | Dortmund, Köln, Hamburg, Mannheim, Kiel                   |

### Bestemmelse af værtskabet
Værtskabet for slutrunden blev endeligt bestemt ved EHF-kongressen den 27. september 2008, hvor Serbien blev udpeget som værtsland. Serbien er EM-værtsland for første gang, og slutrunden afvikles i perioden 15. – 29. januar 2012.

## Slutrunde

### Værtsbyer og arenaer
| By        | Beograd          | Novi Sad         | Beograd         | Niš             | Vršac           |
| Arena     | Beogradska Arena | Spens            | Hala Pionir     | Hala Čair       | Centar Milenjum |
| Arena     | Beogradska Arena | SPENS            | Hala Pionir     | Hala Čair       | Centar Milenjum |
| Kapacitet | 23.000 tilskuere | 11.500 tilskuere | 8.150 tilskuere | 7.000 tilskuere | 5.000 tilskuere |

### Hold
Slutrunden har deltagelse af 16 hold: værtslandet Serbien, vinderen af EM 2010, Frankrig og 14 hold fra kvalifikationsturneringen:
| Hold       | Slutrunde nr. | Hidtil bedste placering         | Kvalificeret som...      |
| ---------- | ------------- | ------------------------------- | ------------------------ |
| Serbien    | 7             | Bronze (1996)                   | Værtsland                |
| Frankrig   | 10            | Vinder (2006, 2010)             | Vinder af EM 2010        |
| Ungarn     | 8             | Nr. 6 (1998)                    | Vinder af kval.-gruppe 1 |
| Makedonien | 2             | Nr. 12 (1998)                   | Nr. 2 i kval.-gruppe 1   |
| Kroatien   | 10            | Sølv (2008, 2010)               | Vinder af kval.-gruppe 2 |
| Spanien    | 10            | Sølv (1996, 1998, 2006)         | Nr. 2 i kval.-gruppe 2   |
| Polen      | 6             | Nr. 4 (2010)                    | Vinder af kval.-gruppe 3 |
| Slovenien  | 9             | Sølv (2004)                     | Nr. 2 i kval.-gruppe 3   |
| Sverige    | 9             | Vinder (1994, 1998, 2000, 2002) | Vinder af kval.-gruppe 4 |
| Slovakiet  | 3             | Nr. 16 (2006, 2008)             | Nr. 2 i kval.-gruppe 4   |
| Tyskland   | 10            | Vinder (2004)                   | Vinder af kval.-gruppe 5 |
| Island     | 7             | Bronze (2010)                   | Nr. 2 i kval.-gruppe 5   |
| Norge      | 5             | Nr. 6 (2008)                    | Vinder af kval.-gruppe 6 |
| Tjekkiet   | 7             | Nr. 6 (1996)                    | Nr. 2 i kval.gruppe 6    |
| Danmark    | 9             | Vinder (2008)                   | Vinder af kval-.gruppe 7 |
| Rusland    | 10            | Vinder (1996)                   | Nr. 2 i kval.-gruppe 7   |

De 16 hold blev inddelt i fire grupper med fire hold ved en lodtrækning foretaget den 15. juni 2011. De 16 hold var inden lodtrækningen blevet inddelt i fire seedningslag, og de fire grupper bestod af ét hold fra hvert seedningslag.
| Seedningslag 1 |
| -------------- |
| Kroatien       |
| Frankrig       |
| Polen          |
| Tyskland       |

| Seedningslag 2 |
| -------------- |
| Danmark        |
| Ungarn         |
| Norge          |
| Sverige        |

| Seedningslag 3 |
| -------------- |
| Serbien        |
| Island         |
| Spanien        |
| Tjekkiet       |

| Seedningslag 4 | Seedningslag 4 |
| -------------- | -------------- |
| Slovenien      |                |
| Rusland        |                |
| Makedonien     |                |
| Slovakiet      |                |

## Indledende runde

### Gruppe A
Kampene spilles i Beograd.
| Dato  | Tid   | Kamp                | Res.  | Pause |
| ----- | ----- | ------------------- | ----- | ----- |
| 15.1. | 18.15 | Polen – Serbien     | 18–22 | 07-11 |
| 15.1. | 20.15 | Danmark – Slovakiet | 30–25 | 15-12 |
| 17.1. | 18.15 | Slovakiet – Polen   | 24–41 | 13-17 |
| 17.1. | 20.15 | Serbien – Danmark   | 24–22 | 10-12 |
| 19.1. | 18.15 | Polen – Danmark     | 27–26 | 10-14 |
| 19.1. | 20.15 | Serbien – Slovakiet | 21–21 | 13-60 |

| Hold      | Kampe | Mål   | Point |
| --------- | ----- | ----- | ----- |
| Serbien   | 3     | 67-51 | 5     |
| Polen     | 3     | 86-72 | 4     |
| Danmark   | 3     | 78-76 | 2     |
| Slovakiet | 3     | 70-92 | 1     |

### Gruppe B
Kampene spilles i Niš.
| Dato  | Tid   | Kamp                  | Res.  | Pause |
| ----- | ----- | --------------------- | ----- | ----- |
| 15.1. | 17.20 | Tyskland – Tjekkiet   | 24–27 | 09-14 |
| 15.1. | 19.30 | Sverige – Makedonien  | 26–26 | 14-13 |
| 17.1. | 18.15 | Makedonien – Tyskland | 23–24 | 12-12 |
| 17.1. | 20.15 | Tjekkiet – Sverige    | 29–33 | 17-19 |
| 19.1. | 18:15 | Tyskland – Sverige    | 29–24 | 20-15 |
| 19.1. | 20.15 | Tjekkiet – Makedonien | 21–27 | 12-12 |

| Hold           | Kampe | Mål   | Point |
| -------------- | ----- | ----- | ----- |
| Tyskland       | 3     | 77-74 | 4     |
| Nordmakedonien | 3     | 76-71 | 3     |
| Sverige        | 3     | 83-84 | 3     |
| Tjekkiet       | 3     | 77-84 | 2     |

### Gruppe C
Kampene spilles i Novi Sad.
| Dato  | Tid   | Kamp               | Res.  | Pause |
| ----- | ----- | ------------------ | ----- | ----- |
| 16.1. | 18.15 | Frankrig – Spanien | 26–29 | 13-15 |
| 16.1. | 20.15 | Ungarn – Rusland   | 31–31 | 19-19 |
| 18.1. | 18:15 | Rusland – Frankrig | 24–28 | 11-16 |
| 18.1. | 20.15 | Spanien – Ungarn   | 24–24 | 11-12 |
| 20.1. | 18.15 | Spanien – Rusland  | 30–27 | 17-11 |
| 20.1. | 20.15 | Frankrig – Ungarn  | 23–26 | 14-12 |

| Hold     | Kampe | Mål   | Point |
| -------- | ----- | ----- | ----- |
| Spanien  | 3     | 83-77 | 5     |
| Ungarn   | 3     | 81-78 | 4     |
| Frankrig | 3     | 77-79 | 2     |
| Rusland  | 3     | 82-89 | 1     |

### Gruppe D
Kampene spilles i Vrsac.
| Dato  | Tid   | Kamp                 | Res.  | Pause |
| ----- | ----- | -------------------- | ----- | ----- |
| 16.1. | 18:10 | Norge – Slovenien    | 28–27 | 14-14 |
| 16.1. | 20.10 | Kroatien – Island    | 31–29 | 14-15 |
| 18.1. | 18.10 | Slovenien – Kroatien | 29–31 | 12-16 |
| 18.1. | 20.10 | Island – Norge       | 34–32 | 18-20 |
| 20.1. | 18.10 | Island – Slovenien   | 32–34 | 13-17 |
| 20.1. | 20.10 | Kroatien – Norge     | 26–20 | 13-80 |

| Hold      | Kampe | Mål   | Point |
| --------- | ----- | ----- | ----- |
| Kroatien  | 3     | 88-78 | 6     |
| Slovenien | 3     | 90-91 | 2     |
| Island    | 3     | 95-97 | 2     |
| Norge     | 3     | 80-87 | 2     |

### Mellemrunde

#### Gruppe I
Kampene spilles i Beogradska Arena i Beograd.
| Dato | Tid   | Kamp                 | Res.  | Pause |
| ---- | ----- | -------------------- | ----- | ----- |
| 21.1 | 16.15 | Polen – Sverige      | 29–29 | 09-20 |
| 21.1 | 18.15 | Danmark – Makedonien | 33–32 | 16-19 |
| 21.1 | 20.15 | Serbien – Tyskland   | 21–21 | 12-70 |
| 23.1 | 16.15 | Polen – Makedonien   | 25–27 | 12-18 |
| 23.1 | 18.15 | Danmark – Tyskland   | 28–26 | 17-14 |
| 23.1 | 20.15 | Serbien – Sverige    | 24–21 | 14-11 |
| 25.1 | 16.15 | Polen – Tyskland     | 33–32 | 18-17 |
| 25.1 | 18.15 | Danmark – Sverige    | 31–24 | 18-11 |
| 25.1 | 20.15 | Serbien – Makedonien | 19–22 | 10-11 |

| Hold           | Kampe | Mål     | Point |
| -------------- | ----- | ------- | ----- |
| Serbien        | 5     | 110-104 | 7     |
| Danmark        | 5     | 140-133 | 6     |
| Nordmakedonien | 5     | 130-127 | 5     |
| Tyskland       | 5     | 132-129 | 5     |
| Polen          | 5     | 132-136 | 5     |
| Sverige        | 5     | 124-139 | 2     |

#### Gruppe II
Kampene spilles i SPENS i Novi Sad.
| Dato | Tid   | Kamp                 | Res.  | Pause |
| ---- | ----- | -------------------- | ----- | ----- |
| 22.1 | 16.10 | Ungarn – Island      | 21–27 | 10-14 |
| 22.1 | 18.10 | Frankrig – Slovenien | 28–26 | 14-15 |
| 22.1 | 20.10 | Spanien – Kroatien   | 24–22 | 11-14 |
| 24.1 | 16.10 | Spanien – Island     | 31–26 | 17-13 |
| 24.1 | 18.10 | Frankrig – Kroatien  | 22–29 | 12-11 |
| 24.1 | 20.10 | Ungarn – Slovenien   | 30–32 | 13-14 |
| 25.1 | 16.10 | Frankrig – Island    | 29–29 | 12-15 |
| 25.1 | 18.10 | Spanien – Slovenien  | 35–32 | 15-15 |
| 25.1 | 20.10 | Ungarn – Kroatien    | 24–24 | 13-12 |

| Hold      | Kampe | Mål     | Point |
| --------- | ----- | ------- | ----- |
| Spanien   | 5     | 143-130 | 9     |
| Kroatien  | 5     | 137-128 | 7     |
| Slovenien | 5     | 153-156 | 4     |
| Ungarn    | 5     | 125-130 | 4     |
| Island    | 5     | 143-146 | 3     |
| Frankrig  | 5     | 128-139 | 3     |

## Slutspil
Slutspilskampene spilles i Beogradska Arena i Beograd.
| Dato              | Tid   | Kamp                   | Res.  | Pause |
| ----------------- | ----- | ---------------------- | ----- | ----- |
| Kamp om 5.pladsen |       |                        |       |       |
| 27.1.             | 15.15 | Makedonien – Slovenien | 28-27 | 16-12 |
| Semifinaler       |       |                        |       |       |
| 27.1.             | 17.45 | Spanien – Danmark      | 24–25 | 10-12 |
| 27.1.             | 20.15 | Serbien – Kroatien     | 26–22 | 13-14 |
| Bronzekamp        |       |                        |       |       |
| 29.1.             | 14.30 | Kroatien – Spanien     | 31–27 | 13–12 |
| Finale            |       |                        |       |       |
| 29.1.             | 17.00 | Danmark – Serbien      | 21–19 | 9-7   |

## Samlet rangering og statistik
De tre bedst placerede hold (bortset fra Spanien og Frankrig) kvalificerede sig til VM 2013, hvortil Spanien som værtsland og Frankrig som forsvarende verdensmestre allerede var kvalificeret. De øvrige 11 hold gik videre til playoff-kampene i den europæiske kvalifikation til VM 2013.
Vinderne af EM sikrede sig endvidere en plads i den olympiske håndboldturnering i 2012. Der var endvidere to pladser i kvalifikationsturneringerne til OL på spil, og de to pladser gik til de to bedst placerede hold, som ikke i kraft af deres placering ved VM 2011 allerede var kvalificeret til OL-kvalifikationen. Disse to pladser gik til Serbien og Makedonien, mens Spanien, Sverige, Kroatien, Island, Ungarn og Polen allerede havde sikret sig en plads i OL-kvalifikationen i kraft af deres VM-placering.
| Samlet rangering |            |                                                         |
| Plac.            | Hold       | Bemærkninger                                            |
| Guld             | Danmark    | Kvalificeret til VM 2013 og OL 2012                     |
| Sølv             | Serbien    | Kvalificeret til VM 2013 og kvalifikationen til OL 2012 |
| Bronze           | Kroatien   | Kvalificeret til VM 2013                                |
| 4.               | Spanien    |                                                         |
| 5.               | Makedonien | Kvalificeret til kvalifikationen til OL 2012            |
| 6.               | Slovenien  |                                                         |
| 7.               | Tyskland   |                                                         |
| 8.               | Ungarn     |                                                         |
| 9.               | Polen      |                                                         |
| 10.              | Island     |                                                         |
| 11.              | Frankrig   |                                                         |
| 12.              | Sverige    |                                                         |
| 13.              | Norge      |                                                         |
| 14.              | Tjekkiet   |                                                         |
| 15.              | Rusland    |                                                         |
| 16.              | Slovakiet  |                                                         |

### Topscorere
fra 27 Januar
| Rang | Navn                          | Mål | Skud | Effektivitet | Kampe spillet |
| ---- | ----------------------------- | --- | ---- | ------------ | ------------- |
| 1    | Kiril Lazarov (MKD)           | 61  | 114  | 54           | 7             |
| 2    | Dragan Gajić (SLO)            | 48  | 67   | 72           | 7             |
| 3    | Gábor Császár (HUN)           | 43  | 68   | 63           | 6             |
| 4    | Guðjón Valur Sigurðsson (ISL) | 41  | 63   | 65           | 6             |
| 5    | Mikkel Hansen (DEN)           | 45  | 76   | 59           | 8             |
| 6    | Ivan Čupić (CRO)              | 35  | 47   | 74           | 7             |
| 7    | Niclas Ekberg (SWE)           | 33  | 51   | 65           | 6             |
| 8    | Momir Ilić (SRB)              | 32  | 61   | 52           | 7             |
| 9    | Jure Dolenec (SLO)            | 30  | 47   | 64           | 7             |
| 9    | Luka Žvižej (SLO)             | 30  | 41   | 73           | 7             |

Source: EHF Arkiveret 27. januar 2012 hos  Wayback Machine

## Kvalifikation
I kvalifikationen spillede 37 hold om 14 ledige pladser ved slutrunden i Serbien. De 12 lavest rangerede hold spillede i kvalifikationens første runde om tre pladser i anden runde. I anden runde spillede de tre hold fra første runde sammen med de 25 højst rangerede hold om de 14 pladser i slutrunden.

### Første runde
De 12 lavest rangerede tilmeldte hold blev ved en lodtrækning den 31. januar 2010 i Wiener Stadthalle inddelt i tre grupper med fire hold. Hver gruppe spillede den 11. – 13. juni 2010 en enkeltturnering, og de tre gruppevindere, Estland, Letland og Israel, gik videre til anden runde.

#### Gruppe A
Kampene i gruppe A blev spillet i Crystal Palace National Sport Centre i London, Storbritannien.
| Dato  | Kamp                       | Res.  |
| ----- | -------------------------- | ----- |
| 11.6. | Estland - Bulgarien        | 31-18 |
| 11.6. | Cypern - Storbritannien    | 24-16 |
| 12.6. | Bulgarien - Cypern         | 29-29 |
| 12.6. | Storbritannien - Estland   | 26-35 |
| 13.6. | Estland - Cypern           | 34-28 |
| 13.6. | Bulgarien - Storbritannien | 32-33 |

| Hold           | Kampe | Mål     | Point |
| -------------- | ----- | ------- | ----- |
| Estland        | 3     | 100-720 | 6     |
| Cypern         | 3     | 81-79   | 3     |
| Storbritannien | 3     | 75-91   | 2     |
| Bulgarien      | 3     | 79-93   | 1     |

#### Gruppe B
Kampene i gruppe B blev spillet i Tbilisi, Georgien.
| Dato  | Kamp               | Res.  |
| ----- | ------------------ | ----- |
| 11.6. | Letland - Finland  | 24-26 |
| 11.6. | Italien - Georgien | 30-25 |
| 12.6. | Finland - Italien  | 34-35 |
| 12.6. | Georgien - Letland | 21-22 |
| 13.6. | Letland - Italien  | 36-32 |
| 13.6. | Finland - Georgien | 26-21 |

| Hold     | Kampe | Mål   | Point |
| -------- | ----- | ----- | ----- |
| Letland  | 3     | 82-79 | 4     |
| Finland  | 3     | 86-80 | 4     |
| Italien  | 3     | 97-95 | 4     |
| Georgien | 3     | 67-78 | 0     |

| Indbyrdes opgør mellem hold med 4 point | Indbyrdes opgør mellem hold med 4 point | Indbyrdes opgør mellem hold med 4 point | Indbyrdes opgør mellem hold med 4 point |
| Hold                                    | Kampe                                   | Mål                                     | Point                                   |
| --------------------------------------- | --------------------------------------- | --------------------------------------- | --------------------------------------- |
| Letland                                 | 2                                       | 60-58                                   | 2                                       |
| Finland                                 | 2                                       | 60-59                                   | 2                                       |
| Italien                                 | 2                                       | 67-70                                   | 2                                       |

#### Gruppe C
Kampene i gruppe C blev spillet i Centre sportif National d'COQUE i Luxembourg by, Luxembourg.
| Dato  | Kamp                 | Res.  |
| ----- | -------------------- | ----- |
| 11.6. | Israel - Tyrkiet     | 32-24 |
| 11.6. | Belgien - Luxembourg | 29-25 |
| 12.6. | Luxembourg - Israel  | 24-29 |
| 12.6. | Tyrkiet - Belgien    | 32-28 |
| 13.6. | Tyrkiet - Luxembourg | 32-26 |
| 13.6. | Israel - Belgien     | 39-32 |

| Hold       | Kampe | Mål     | Point |
| ---------- | ----- | ------- | ----- |
| Israel     | 3     | 100-800 | 6     |
| Tyrkiet    | 3     | 88-86   | 4     |
| Belgien    | 3     | 89-96   | 2     |
| Luxembourg | 3     | 75-90   | 0     |

### Anden runde
De 25 højst rangerede tilmeldte hold spillede sammen med de tre gruppevindere fra første runde om 14 ledige pladser ved slutrunden om europamesterskabet i Serbien.
De 28 hold blev den 12. april 2010 ved en lodtrækning på rådhuset i Beograd inddelt i syv grupper med fire hold. Inden lodtrækningen var de 28 hold blever fordelt i fire seedningslag, og hver gruppe kom til at bestå af ét hold fra hvert lag. Holland og Portugal var imidlertid rangeret helt lige, så inden den egentlige lodtrækning om gruppeinddelingen, blev der trukket lod om fordelingen af de to hold i seedningslag 3 og 4.
| Seedningslag 1 |
| -------------- |
| Kroatien       |
| Polen          |
| Danmark        |
| Tyskland       |
| Norge          |
| Sverige        |
| Ungarn         |

| Seedningslag 2 |
| -------------- |
| Spanien        |
| Island         |
| Tjekkiet       |
| Slovenien      |
| Rusland        |
| Slovakiet      |
| Makedonien     |

| Seedningslag 3 |
| -------------- |
| Østrig         |
| Montenegro     |
| Hviderusland   |
| Ukraine        |
| Rumænien       |
| Bosnien-Herc.  |
| Holland        |

| Seedningslag 4 | Seedningslag 4 |
| -------------- | -------------- |
| Portugal       |                |
| Schweiz        |                |
| Grækenland     |                |
| Litauen        |                |
| Estland        |                |
| Letland        |                |
| Israel         |                |

Lodtrækningen fordelte landene i disse grupper:
| Gruppe 1      | Gruppe 2 | Gruppe 3  | Gruppe 4   | Gruppe 5 | Gruppe 6   | Gruppe 7     |
| ------------- | -------- | --------- | ---------- | -------- | ---------- | ------------ |
| Ungarn        | Kroatien | Polen     | Sverige    | Tyskland | Norge      | Danmark      |
| Makedonien    | Spanien  | Slovenien | Slovakiet  | Island   | Tjekkiet   | Rusland      |
| Bosnien-Herc. | Rumænien | Ukraine   | Montenegro | Østrig   | Holland    | Hviderusland |
| Estland       | Litauen  | Portugal  | Israel     | Letland  | Grækenland | Schweiz      |

Hver gruppe spillede en dobbeltturnering, og de syv gruppevindere og de syv gruppetoere kvalificerer sig til slutrunden. Kampene blev spillet i perioden 27. oktober 2010 – 12. juni 2011.

#### Gruppe 1
| Dato   | Kamp                    | Res.  |
| ------ | ----------------------- | ----- |
| 27.10. | Makedonien - Estland    | 30-25 |
| 28.10. | Ungarn - Bosnien-Herc.  | 26-17 |
| 31.10. | Estland - Ungarn        | 19-31 |
| 31.10. | Bosnien-H. - Makedonien | 28-28 |
| 9.3.   | Makedonien - Ungarn     | 22-29 |
| 9.3.   | Estland - Bosnien-Herc. | 35-30 |

| Dato  | Kamp                    | Res.  |
| ----- | ----------------------- | ----- |
| 12.3. | Bosnien-Herc. - Estland | 21-23 |
| 13.3. | Ungarn - Makedonien     | 29-26 |
| 8.6.  | Bosnien-Herc. - Ungarn  | 19-22 |
| 8.6.  | Estland - Makedonien    | 25-31 |
| 12.6. | Ungarn - Estland        | 34-27 |
| 12.6. | Makedonien - Bosnien-H. | 25-19 |

| Hold          | Kampe | Mål     | Point |
| ------------- | ----- | ------- | ----- |
| Ungarn        | 6     | 171-130 | 12    |
| Makedonien    | 6     | 162-155 | 7     |
| Estland       | 6     | 154-177 | 4     |
| Bosnien-Herc. | 6     | 134-159 | 1     |

#### Gruppe 2
| Dato   | Kamp                | Res.  |
| ------ | ------------------- | ----- |
| 27.10. | Spanien - Litauen   | 33-17 |
| 28.10. | Kroatien - Rumænien | 34-22 |
| 31.10. | Litauen - Kroatien  | 19-21 |
| 31.10. | Rumænien - Spanien  | 20-35 |
| 10.3.  | Litauen - Rumænien  | 24-23 |
| 10.3.  | Spanien - Kroatien  | 24-26 |

| Dato  | Kamp                | Res.  |
| ----- | ------------------- | ----- |
| 13.3. | Kroatien - Spanien  | 23-21 |
| 13.3. | Rumænien - Litauen  | 25-27 |
| 8.6.  | Rumænien - Kroatien | 25-30 |
| 9.6.  | Litauen - Spanien   | 16-25 |
| 12.6. | Kroatien - Litauen  | 34-26 |
| 12.6. | Spanien - Rumænien  | 36-23 |

| Hold     | Kampe | Mål     | Point |
| -------- | ----- | ------- | ----- |
| Kroatien | 6     | 168-137 | 12    |
| Spanien  | 6     | 174-125 | 8     |
| Litauen  | 6     | 129-161 | 4     |
| Rumænien | 6     | 138-186 | 0     |

#### Gruppe 3
| Dato   | Kamp                 | Res.  |
| ------ | -------------------- | ----- |
| 27.10. | Slovenien - Portugal | 34-31 |
| 28.10. | Polen - Ukraine      | 23-15 |
| 31.10. | Portugal - Polen     | 27-27 |
| 31.10. | Ukraine - Slovenien  | 25-31 |
| 9..3.  | Slovenien - Polen    | 30-28 |
| 9..3.  | Portugal - Ukraine   | 28-16 |

| Dato  | Kamp                 | Res.  |
| ----- | -------------------- | ----- |
| 12.3. | Polen - Slovenien    | 32-27 |
| 13.3. | Ukraine - Portugal   | 29-25 |
| 8.6.  | Ukraine - Polen      | 26-32 |
| 8.6.  | Portugal - Slovenien | 31-29 |
| 12.6. | Polen - Portugal     | 30-22 |
| 12.6. | Slovenien - Ukraine  | 43-32 |

| Hold      | Kampe | Mål     | Point |
| --------- | ----- | ------- | ----- |
| Polen     | 6     | 172-147 | 9     |
| Slovenien | 6     | 194-179 | 8     |
| Portugal  | 6     | 164-165 | 5     |
| Ukraine   | 6     | 143-182 | 2     |

#### Gruppe 4
| Dato   | Kamp                   | Res.  |
| ------ | ---------------------- | ----- |
| 27.10. | Slovakiet - Israel     | 38-24 |
| 28.10. | Sverige - Montenegro   | 30-27 |
| 31.10. | Montenegro - Slovakiet | 25-35 |
| 31.10. | Israel - Sverige       | 28-32 |
| 9.3.   | Slovakiet - Sverige    | 23-21 |
| 9.3.   | Israel - Montenegro    | 29-24 |

| Dato  | Kamp                   | Res.  |
| ----- | ---------------------- | ----- |
| 13.3. | Montenegro - Israel    | 36-27 |
| 13.3. | Sverige - Slovakiet    | 26-21 |
| 8.6.  | Montenegro - Sverige   | 28-39 |
| 9.6.  | Israel - Slovakiet     | 27-31 |
| 12.6. | Slovakiet - Montenegro | 36-21 |
| 12.6. | Sverige - Israel       | 28-17 |

| Hold       | Kampe | Mål     | Point |
| ---------- | ----- | ------- | ----- |
| Sverige    | 6     | 176-144 | 10    |
| Slovakiet  | 6     | 184-144 | 10    |
| Montenegro | 6     | 178-217 | 2     |
| Israel     | 6     | 135-161 | 2     |

#### Gruppe 5
| Dato   | Kamp               | Res.  |
| ------ | ------------------ | ----- |
| 27.10. | Tyskland - Østrig  | 26-26 |
| 27.10. | Island - Letland   | 28-26 |
| 31.10. | Østrig - Island    | 28-23 |
| 31.10. | Letland - Tyskland | 18-36 |
| 9.3.   | Letland - Østrig   | 25-28 |
| 9.3.   | Island - Tyskland  | 36-31 |

| Dato  | Kamp               | Res.  |
| ----- | ------------------ | ----- |
| 12.3. | Østrig - Letland   | 34-24 |
| 13.3. | Tyskland - Island  | 39-28 |
| 8.6.  | Letland - Island   | 25-29 |
| 8.6.  | Østrig - Tyskland  | 20-28 |
| 12.6. | Tyskland - Letland | 32-22 |
| 12.6. | Island - Østrig    | 44-29 |

| Hold     | Kampe | Mål     | Point |
| -------- | ----- | ------- | ----- |
| Tyskland | 6     | 192-150 | 9     |
| Island   | 6     | 188-168 | 8     |
| Østrig   | 6     | 136-126 | 7     |
| Letland  | 6     | 169-231 | 0     |

#### Gruppe 6
| Dato   | Kamp                  | Res.  |
| ------ | --------------------- | ----- |
| 27.10. | Norge - Holland       | 35-30 |
| 27.10. | Tjekkiet - Grækenland | 32-20 |
| 31.10. | Holland - Tjekkiet    | 25-33 |
| 31.10. | Grækenland - Norge    | 25-32 |
| 9.3.   | Tjekkiet - Norge      | 29-26 |
| 9.3.   | Grækenland - Holland  | 30-23 |

| Dato  | Kamp                  | Res.  |
| ----- | --------------------- | ----- |
| 12.3. | Holland - Grækenland  | 30-30 |
| 13.3. | Norge - Tjekkiet      | 24-22 |
| 8.6.  | Grækenland - Tjekkiet | 26-24 |
| 8.6.  | Holland - Norge       | 21-36 |
| 11.6. | Tjekkiet - Holland    | 38-26 |
| 11.6. | Norge - Grækenland    | 31-25 |

| Hold       | Kampe | Mål     | Point |
| ---------- | ----- | ------- | ----- |
| Norge      | 6     | 184-152 | 10    |
| Tjekkiet   | 6     | 178-147 | 8     |
| Grækenland | 6     | 156-172 | 5     |
| Holland    | 6     | 155-202 | 1     |

#### Gruppe 7
| Dato   | Kamp                   | Res.  |
| ------ | ---------------------- | ----- |
| 27.10. | Rusland - Schweiz      | 36-34 |
| 27.10. | Danmark - Hviderusland | 41-33 |
| 31.10. | Schweiz - Danmark      | 25-36 |
| 31.10. | Hviderusland - Rusland | 32-39 |
| 9.3.   | Rusland - Danmark      | 31-27 |
| 9.3.   | Schweiz - Hviderusland | 31-34 |

| Dato  | Kamp                   | Res.  |
| ----- | ---------------------- | ----- |
| 12.3. | Danmark - Rusland      | 36-29 |
| 13.3. | Hviderusland - Schweiz | 26-24 |
| 8.6.  | Schweiz - Rusland      | 29-32 |
| 8.6.  | Hviderusland - Danmark | 29-33 |
| 12.6. | Danmark - Schweiz      | 34-29 |
| 12.6. | Rusland - Hviderusland | 35-27 |

| Hold         | Kampe | Mål     | Point |
| ------------ | ----- | ------- | ----- |
| Danmark      | 6     | 207-176 | 10    |
| Rusland      | 6     | 202-185 | 10    |
| Hviderusland | 6     | 181-203 | 4     |
| Schweiz      | 6     | 172-198 | 0     |